# Art Malik
Art Malik, pseudonimo di Athar Ul-Haque Malik (Bahawalpur, 13 novembre 1952), è un attore pakistano naturalizzato britannico.
È noto per le interpretazioni nei film della Merchant Ivory Productions a partire dal 1980 e del condannato nella miniserie televisiva Il gioiello nella corona, all'inizio della sua carriera.
Ha recitato nel film 007 - Zona pericolo (1987) ed interpretato il ruolo dell'antagonista principale in True Lies (1994).

## Biografia
Figlio di Zaibunisa e di Mazhar Ul-Haque Malik, medico che prese la laurea in chirurgia oftalmica in Inghilterra, Malik venne portato a Londra nel 1956 con i suoi quattro fratelli maggiori. All'età di 10 anni fu mandato a scuola a Quetta, nella provincia del Belucistan per un anno, e poi alla Bec Grammar School di Londra.
Malik è leggermente dislessico; dopo insoddisfacenti studi commerciali vinse una borsa di studio alla Guildhall School of Music and Drama. In poco tempo, stava lavorando con la compagnia del Old Vic e la Royal Shakespeare Company, dove recitò il ruolo del protagonista nel dramma di Shakespeare "Otello".
Nel 1982, cinque anni dopo aver lasciato la Guildhall, Malik interpretò la parte del giovane condannato indiano Hari Kumar nella produzione di ITV Il gioiello della corona, basato su Raj Quartet di Paul Scott. David Lean lo volle nel cast di Passaggio in India; è anche apparso nel serial televisivo di Mary Margaret Kaye Padiglioni lontani (tre film realizzati nel 1984). Nel 1986 ha recitato nel film L'Harem con Omar Sharif e Nancy Travis. 
Interpretò il ruolo di figlio di un mafioso indiano nel film La città della gioia (1992) e di un professore d'arte nel film Uncovered (1994). Malik recitò la parte di Salim Abu Aziz nella pellicola True Lies (1994) con Arnold Schwarzenegger. Ha avuto un ruolo importante nel film della saga di James Bond 007 - Zona pericolo (1987),  con protagonista Timothy Dalton. Nel 2010, Malik ha partecipato al film Wolfman.

## Filmografia parziale

### Cinema
- Avventura araba (Arabian Adventure), regia di Kevin Connor (1979)
- Gli amori di Richard (Richard's Things), regia di Anthony Harvey (1980)
- Passaggio in India (A Passage to India), regia di David Lean (1984)
- 007 - Zona pericolo (The Living Daylights), regia di John Glen (1987)
- La spiaggia delle tartarughe (Turtle Beach), regia di Stephen Wallace (1992)
- La città della gioia (City of Joy), regia di Roland Joffé (1992)
- L'anno della cometa (Year of the Comet), regia di Peter Yates (1992)
- True Lies, regia di James Cameron (1994)
- Un ragazzo alla corte di re Artù (A Kid in King Arthur's Court), regia di Michael Gottlieb (1995)
- Dean Spanley, regia di Toa Fraser (2008)
- Sex and the City 2, regia di Michael Patrick King (2010)
- Wolfman (The Wolfman), regia di Joe Johnston (2010)
- John Carter, regia di Andrew Stanton (2012)
- Bhaag Milkha Bhaag, regia di Rakeysh Omprakash Mehra (2013)
- Diana - La storia segreta di Lady D (Diana), regia di Oliver Hirschbiegel (2013)
- The Infiltrator, regia di Brad Furman (2016)
- La sirenetta (The Little Mermaid), regia di Rob Marshall (2023)

### Televisione
- Harem (miniserie) - miniserie TV (1986)
- I miti greci (The Storyteller: Greek Myths) – serie TV, un episodio (1991)
- Cleopatra – miniserie TV, 2 puntate (1999)
- Il settimo papiro (The Seventh Scroll) – miniserie TV, 3 episodi (1999)
- Holby City – serie TV, 94 episodi (2003-2005)
- Ben-Hur – miniserie TV, 2 puntate (2010)
- Upstairs Downstairs – serie TV, 9 episodi (2010-2012)
- Poirot (Agatha Christie's Poirot) – serie TV, episodio 12x02 (2010)
- I Borgia (Borgia) – serie TV, 32 episodi (2011-2014)
- Homeland - Caccia alla spia (Homeland) – serie TV, 7 episodi (2014, 2020)
- Cold Feet – serie TV, 7 episodi (2016)
- Doc Martin – serie TV,  episodio 8x02 (2017)
- The Woman in White – miniserie TV, 5 puntate (2018)
- Doctor Who – serie TV, 1 episodio (2018)
- L'uomo che cadde sulla Terra (The Man Who Fell to Earth) – serie TV, 4 episodi (2022)
- Nell - Rinnegata (Renegade Nell), regia di Ben Taylor, Amanda Brotchie, MJ Delaney – miniserie TV, puntata 4 (2024)

## Doppiatori italiani
Nelle versioni in italiano delle opere in cui ha recitato, Art Malik è stato doppiato da:
- Ennio Coltorti in True Lies, Nell - Rinnegata
- Paolo Marchese in Poirot, I Borgia
- Ambrogio Colombo ne L'uomo che cadde sulla Terra, La sirenetta
- Roberto Chevalier in 007 - Zona pericolo
- Maurizio Reti ne I miti greci
- Massimo Corvo in Un ragazzo alla corte di re Artù
- Luca Ward ne Il settimo papiro
- Claudio Capone in Abramo
- Domenico Maugeri in Dean Spanley
- Federico Danti in Franklyn
- Gianni Williams in Wolfman
- Natale Ciravolo in Ben Hur
- Michele Gammino in Homeland - Caccia alla spia (st. 4)
- Antonio Sanna in Homeland - Caccia alla spia (st. 8)
- Davide Marzi in Diana - La storia segreta di Lady D
- Lucio Saccone in Doctor Who